# Persone di nome Carlotta
| Questa pagina contiene informazioni ricavate automaticamente dalle voci biografiche con l'ausilio del template Bio e di un bot. L'aggiornamento è periodico e automatico e ricostruisce completamente la pagina. Se manca una persona in questa lista, sei pregato di non aggiungerla, ma accertati piuttosto che la sua voce biografica contenga il template Bio e che i dati anagrafici siano correttamente compilati. Se il template Bio manca, inseriscilo tu stesso o, in alternativa, metti l'avviso {{tmp\|Bio}} che ne segnala la mancanza. Se i dati riportati sono sbagliati, correggi direttamente la voce biografica; le modifiche saranno visibili in questa lista entro pochi giorni. Per chiarimenti vedi il progetto antroponimi. La lista contiene solo le 111 persone che sono citate nell'enciclopedia e per le quali è stato implementato correttamente il template Bio. Pagina aggiornata al 22 lug 2025. |

Questa è una lista di persone presenti nell'enciclopedia che hanno il nome Carlotta, suddivise per attività principale.

## Allenatrici di ginnastica(1)
- Carlotta Giovannini, allenatrice di ginnastica artistica e ex ginnasta italiana (Castel San Pietro Terme, n. 1990)

## Arbitri di calcio a 5(1)
- Carlotta Filippi, arbitro di calcio a 5 e ex calciatrice italiana (Bergamo, n. 1988)

## Artiste marziali(1)
- Carlotta Alberghini, artista marziale italiana (n. 2000)

## Attiviste(1)
- Carlotta Walls LaNier, attivista statunitense (Little Rock, n. 1942)

## Attrici(10)
- Carlotta Antonelli, attrice italiana (Roma, n. 1995)
- Carlotta Barilli, attrice italiana (Parma, n. 1935 - Roma, † 2020)
- Carlotta Brambilla Pisoni, attrice e conduttrice televisiva italiana (Milano, n. 1965)
- Carlotta Cornehl, attrice e modella tedesca (Amburgo, n. 1992)
- Carlotta Gamba, attrice italiana (Torino, n. 1997)
- Carlotta Lo Greco, attrice italiana (Padova, n. 1978)
- Carlotta Miti, attrice italiana (Bologna, n. 1971)
- Carlotta Monti, attrice statunitense (Los Angeles, n. 1907 - Woodland Hills, † 1993)
- Carlotta Natoli, attrice italiana (Roma, n. 1971)
- Carlotta Tesconi, attrice italiana (Roma, n. 1988)

## Attrici teatrali(2)
- Carlotta Marchionni, attrice teatrale italiana (Pescia, n. 1796 - Torino, † 1861)
- Carlotta Polvaro, attrice teatrale italiana (Gorizia, n. 1801 - Brescia, † 1851)

## Badesse(1)
- Carlotta Flandrina di Nassau, badessa francese (Anversa, n. 1579 - Poitiers, † 1640)

## Calciatrici(4)
- Carlotta Baldo, calciatrice italiana (Trento, n. 1997)
- Carlotta Cartelli, calciatrice italiana (Milano, n. 1997)
- Carlotta Moscia, calciatrice italiana (Giaveno, n. 1994)
- Carlotta Saravalle, calciatrice italiana (Città della Pieve, n. 1987)

## Canottiere(1)
- Carlotta Baratto, canottiera italiana (Padova, n. 1985)

## Cantautrici(1)
- Carlot-ta, cantautrice e pianista italiana (Vercelli, n. 1990)

## Cestiste(1)
- Carlotta Zanardi, cestista italiana (Brescia, n. 2005)

## Conduttrici televisive(2)
- Carlotta Iossetti, conduttrice televisiva e attrice italiana (Torino, n. 1972)
- Carlotta Mantovan, conduttrice televisiva, giornalista e ex modella italiana (Venezia, n. 1982)

## Danzatrici(1)
- Carlotta Zambelli, ballerina italiana (Milano, n. 1875 - Milano, † 1968)

## Designer(1)
- Carlotta de Bevilacqua, designer e imprenditrice italiana (Milano, n. 1957)

## Educatrici(1)
- Carlotta Clerici, educatrice italiana (Milano, n. 1851 - Milano, † 1924)

## Filologhe(1)
- Lotte Labowsky, filologa classica tedesca (Amburgo, n. 1905 - Oxford, † 1991)

## Fotografe(1)
- Carlotta Corpron, fotografa statunitense (Blue Earth, n. 1901 - Zurigo, † 1988)

## Ginnaste(1)
- Carlotta Ferlito, ex ginnasta italiana (Catania, n. 1995)

## Giornaliste(2)
- Carlotta Mannu, giornalista italiana (Torino, n. 1966)
- Carlotta Quadri, giornalista, conduttrice radiofonica e autrice televisiva italiana (Milano, n. 1979)

## Hockeiste su ghiaccio(1)
- Carlotta Regine, hockeista su ghiaccio italiana (Torino, n. 2004)

## Imperatrici(2)
- Carlotta di Prussia, imperatrice (Berlino, n. 1798 - Carskoe Selo, † 1860)
- Carlotta del Belgio, imperatrice belga (Laeken, n. 1840 - Meise, † 1927)

## Modelle(1)
- Carlotta Maggiorana, ex modella e ballerina italiana (San Severino Marche, n. 1992)

## Montatrici(1)
- Carlotta Cristiani, montatrice italiana (Milano, n. 1967)

## Nobildonne(6)
- Carlotta Bonaparte, nobildonna francese (Saint-Maximin-la-Sainte-Baume, n. 1795 - Roma, † 1865)
- Carlotta di Lorena, nobildonna francese (n. 1678 - † 1757)
- Carlotta Savelli, nobildonna italiana (Roma, n. 1608 - Napoli, † 1692)
- Carlotta d'Assia-Homburg, nobildonna (Kassel, n. 1672 - Weimar, † 1738)
- Carlotta Caterina de La Trémoille, nobildonna francese (Francia, n. 1568 - Parigi, † 1629)
- Carlotta Margherita di Montmorency, nobildonna francese (Pézenas, n. 1594 - Parigi, † 1650)

## Nobili(15)
- Carlotta Sofia di Anhalt-Bernburg, nobile (Bernburg, n. 1696 - Sondershausen, † 1762)
- Carlotta Guglielmina di Anhalt-Bernburg, nobile (Bernburg, n. 1737 - Sondershausen, † 1777)
- Carlotta Guglielmina di Anhalt-Bernburg-Schaumburg-Hoym, nobile (Castello di Schaumburg, n. 1704 - Barchfeld, † 1766)
- Carlotta Napoleona Bonaparte, nobile francese (Parigi, n. 1802 - Sarzana, † 1839)
- Carlotta di Lussemburgo, nobile (Colmar-Berg, n. 1896 - Fischbach, † 1985)
- Carlotta di Sassonia-Altenburg, nobile tedesca (n. 1899 - † 1989)
- Carlotta di Hanau-Lichtenberg, nobile tedesca (Bouxwiller, n. 1700 - Darmstadt, † 1726)
- Luisa di Sassonia-Hildburghausen, nobile (Hildburghausen, n. 1794 - Biebrich, † 1825)
- Carlotta di Sassonia-Meiningen, nobile (Francoforte sul Meno, n. 1751 - Genova, † 1827)
- Carlotta Giovanna di Waldeck-Wildungen, nobile tedesca (Arolsen, n. 1664 - Hildburghausen, † 1699)
- Carlotta Aglaia di Borbone-Orléans, nobile francese (Parigi, n. 1700 - Parigi, † 1761)
- Carlotta di Essart, nobile francese (n. 1580 - † 1651)
- Carlotta di Rethel, nobile francese (n. 1472 - Châteaumeillant, † 1500)
- Carlotta di Rohan-Soubise, nobile francese (Parigi, n. 1737 - Parigi, † 1760)
- Carlotta Sofia di Sassonia-Coburgo-Saalfeld, nobile tedesca (Coburgo, n. 1731 - Schwerin, † 1810)

## Nuotatrici(4)
- Carlotta Gilli, nuotatrice italiana (Torino, n. 2001)
- Carlotta Tagnin, ex nuotatrice italiana (Bassano del Grappa, n. 1965)
- Carlotta Toni, nuotatrice italiana (Firenze, n. 1995)
- Carlotta Zofkova, ex nuotatrice italiana (Lugo, n. 1993)

## Pallavoliste(2)
- Carlotta Cambi, pallavolista italiana (San Miniato, n. 1996)
- Carlotta Daminato, pallavolista italiana (Treviso, n. 1993)

## Pittrici(1)
- Carlotta Gargalli, pittrice italiana (Bologna, n. 1788 - Roma, † 1840)

## Poetesse(1)
- Carlotta Ferrari, poetessa e compositrice italiana (Lodi, n. 1830 - Bologna, † 1907)

## Principesse(16)
- Carlotta Federica di Meclemburgo-Schwerin, principessa danese (Ludwigslust, n. 1784 - Roma, † 1840)
- Carlotta di Sassonia-Hildburghausen, principessa tedesca (Hildburghausen, n. 1787 - Bamberga, † 1847)
- Carlotta di Francia, principessa francese (Castello d'Amboise, n. 1516 - Castello di Saint-Germain-en-Laye, † 1524)
- Carlotta Augusta di Hannover, principessa britannica (Londra, n. 1796 - Esher, † 1817)
- Carlotta Cristina di Brunswick-Wolfenbüttel, principessa tedesca (Wolfenbüttel, n. 1694 - San Pietroburgo, † 1715)
- Carlotta di Monaco, principessa e religiosa monegasca (Parigi, n. 1719 - † 1790)
- Carlotta di Borbone-Montpensier, principessa (Anversa, † 1582)
- Carlotta di Cipro, principessa (Nicosia, n. 1444 - Roma, † 1487)
- Carlotta Amalia di Danimarca, principessa danese (Copenaghen, n. 1706 - Copenaghen, † 1782)
- Carlotta Brabantina di Nassau, principessa (Anversa, n. 1580 - Château-Renard, † 1631)
- Carlotta di Prussia, principessa prussiana (Potsdam, n. 1860 - Baden-Baden, † 1919)
- Carlotta Guglielmina di Sassonia-Coburgo-Saalfeld, principessa (Coburgo, n. 1685 - Hanau, † 1767)
- Carlotta Maria di Sassonia-Jena, principessa (Jena, n. 1669 - Gräfentonna, † 1703)
- Carlotta di Savoia, principessa (Savoia, n. 1441 - Amboise, † 1483)
- Carlotta di Schaumburg-Lippe, principessa tedesca (Ratibořice, n. 1864 - Tubinga, † 1946)
- Carlotta Amalia Guglielmina di Schleswig-Holstein-Sonderburg-Plön, principessa tedesca (n. 1744 - † 1770)

## Registe(1)
- Carlotta Cerquetti, regista italiana (Roma, n. 1965)

## Sceneggiatrici(1)
- Carlotta Mastrangelo, sceneggiatrice italiana (Bergamo, n. 1957)

## Sciatrici alpine(2)
- Carlotta Saracco, ex sciatrice alpina italiana (Cuneo, n. 1999)
- Carlotta Solerio, sciatrice alpina italiana (Torino, n. 1940 - Piombino Dese, † 2019)

## Soprani(3)
- Carlotta Maironi da Ponte, soprano italiano (Bergamo, n. 1827 - † 1873)
- Carlotta Marchisio, soprano italiano (Torino, n. 1835 - Torino, † 1872)
- Carlotta Patti, soprano italiano (Firenze, n. 1835 - Parigi, † 1889)

## Sovrane(4)
- Carlotta Amalia d'Assia-Kassel, sovrana danese (Kassel, n. 1650 - Copenaghen, † 1714)
- Carlotta, principessa reale, regina (Buckingham Palace, n. 1766 - Ludwigsburg, † 1828)
- Carlotta di Meclemburgo-Strelitz, regina britannica (Mirow, n. 1744 - Kew Palace, † 1818)
- Carlotta di Borbone, sovrana francese (n. 1388 - Nicosia, † 1422)

## Storiche(1)
- Carlotta Sorba, storica italiana (Parma, n. 1959)

## Storiche dell'arte(1)
- Carlotta Nobile, storica dell'arte, violinista e scrittrice italiana (Roma, n. 1988 - Benevento, † 2013)

## Tennistavoliste(1)
- Carlotta Ragazzini, tennistavolista italiana (Faenza, n. 2001)

## Senza attività specificata(13)
- Carlotta d'Asburgo-Lorena, duchessa (Prangins, n. 1921 - Monaco di Baviera, † 1989)
- Carlotta d'Assia-Darmstadt, duchessa (Darmstadt, n. 1755 - Hannover, † 1785)
- Carlotta d'Assia-Kassel, tedesca (Kassel, n. 1627 - Heidelberg, † 1686)
- Carlotta Amalia d'Assia-Philippsthal, duchessa (Philippsthal, n. 1730 - Meiningen, † 1799)
- Carlotta Felicita di Brunswick-Lüneburg, duchessa (Hannover, n. 1671 - Modena, † 1710)
- Carlotta di Württemberg, duchessa (Stoccarda, n. 1807 - San Pietroburgo, † 1873)
- Carlotta Giorgi, medica italiana (Castiglione delle Stiviere, n. 1977)
- Carlotta di Meclemburgo-Strelitz, duchessa tedesca (Hannover, n. 1769 - Hildburghausen, † 1818)
- Carlotta di Rohan-Rochefort, francese (Parigi, n. 1767 - Parigi, † 1841)
- Carlotta Sacerdote, epidemiologa italiana (n. 1974)
- Carlotta Zamparo, ex ballerina italiana (Campobasso, n. 1966)
- Carlotta Gioacchina di Borbone-Spagna (Aranjuez, n. 1775 - Queluz, † 1830)
- Carlotta d'Aragona, contessa (n. 1480 - Vitré, † 1506)